# Cynosurus elegans
Cynosurus elegans là một loài thực vật có hoa trong họ Hòa thảo. Loài này được Desf. mô tả khoa học đầu tiên năm 1798.